# Östergötlands spelmansförbund
Östergötlands spelmansförbund grundades 1927 och är det näst äldsta spelmansförbundet i Sverige. Det äldsta är Södermanlands spelmansförbund som grundades 1925. Förbundet är idag medlem i Sveriges Spelmäns riksförbund.
Förbundet har idag ca 200 medlemmar.

## Notböcker
- 1962 - Låtar från Östergötland arrangerade för två och tre fioler” möjlig
- 1973 - Styrlanderlåtar, 18 polonäser ur ”Johan Frans Clarins notbok. Fredrik W. Clarin, Tidersrum 31 aug 1907”.
- 1977 - Låtar efter Pelle Fors, upptecknade efter Anselm Hellström och Allan Hellström (gavs ut i samarbete med Folkungagillet).
- 1982 - 100 låtar från Östergötland (vissa stycken är arrangerade)
- 1991 - Spelmännen Hellström
- 1995 - Levin Christian Wiedes vissamling
- 2002 - Öschöttske viser 1
- 2003 - Öschöttske viser 2
- 2004 - Öschöttske viser 3
- 2016 - Anders Larssons notbok

## Medlemstidning
Mellan åren 1971-2000 hette medlemstidningen Östgötapolskan och gavs ut tillsammans med Ungdomsringen Östergötland-Holaveden. 

## Ordförande
- 1927-1938 - Cege Lindqvist, Kisa
- 1939-1946 - Josef Lindeskog, Ringarum
- 1947-1956 - Sven Hardal, Norrköping
- 1957-1970 - Bengt Carlsson, Norrköping
- 1971-1974 - Bo Lanhammar, Linköping
- 1975-1991 - Bertil Johansson, Linköping
- 1992-1999 - Brita Ehlert, Norrköping
- 2000 - Stefan Eklund, Norrköping
- 2001 - Lars Mårtensson, Finspång
- 2002 - Vakant
- 2003-2006 - Jan-Erik Karlsson, Linköping
- 2007-2014 - Toste Länne, Linköping
- 2015-2018 - Isabell Svärdmalm, Norrköping